# Koninkrijk Engeland
Het koninkrijk Engeland was, van 927 tot 1707, een soevereine staat ten noordwesten van continentaal Europa. Op zijn hoogtepunt overspande het Koninkrijk Engeland het zuidelijke twee derde van het eiland Groot-Brittannië (inclusief zowel hedendaags Engeland als Wales) en verschillende kleinere omliggende eilanden; wat vandaag de dag bestaat uit het rechtsgebied Engeland en Wales. Het had een landgrens met het koninkrijk Schotland in het noorden. Aan het begin van de periode was zijn hoofdstad en belangrijkste koninklijke residentie Winchester, maar Westminster en Gloucester werden een bijna gelijke status toegekend, waarbij Westminster geleidelijk aan de voorkeur kreeg.

## Geschiedenis
Engeland als een natiestaat begon op 12 juli 927 na een bijeenkomst van koningen uit heel Groot-Brittannië op Eamont Bridge, Cumbria, maar in grote lijnen herleidt het zijn oorsprong zich tot de Angelsaksische vestiging van Groot-Brittannië en de heptarchie van kleine staten die volgden en zich uiteindelijk verenigden. De Normandische invasie van Wales van 1067-1283 (geformaliseerd met het Statuut van Rhuddlan in 1284) bracht Wales onder Engelse controle, en Wales kwam onder de Engelse wet met de "Laws in Wales Acts 1535 and 1542". Op 1 mei 1707 werd Engeland verenigd met koninkrijk Schotland om het Koninkrijk Groot-Brittannië te creëren onder de voorwaarden van de Acts of Union 1707. Hoewel het niet langer een soevereine staat is, blijft modern Engeland een van de landen van het Verenigd Koninkrijk.
In het begin van de 12e eeuw was de stad Westminster in Londen de de facto hoofdstad  geworden. Londen heeft dus feitelijk steeds gediend als de hoofdstad, eerst van het Koninkrijk Engeland, dan van het Koninkrijk Groot-Brittannië (1707-1801) en vervolgens van het Verenigd Koninkrijk.
Belangrijkste dynastieën die regeerden waren het huis Normandië (1066-1154) na de Normandische verovering van Engeland in 1066, het huis Plantagenet (1154-1399) na de Anarchie, het huis Tudor (1485-1553) na de Rozenoorlogen (1455-1485) tussen het Huis York (1461-1485) en huis Lancaster (1399-1471), en het huis Stuart (1603-1707) door huwelijk en vererving.
Het Angevijnse Rijk van de Plantagenets in Frankrijk, een erfenis van de Franse origine van het koningshuis ging in Frans-Engelse Oorlog van 1202-1214 en uiteindelijk in de slag bij Bouvines verloren. Slechts het hertogdom Aquitanië en het graafschap Gascogne bleven in handen van het Engelse koningshuis als vazal van het koning van Frankrijk. Deze verloren oorlog leidde ook tot het charter Magna Carta en de inperking van de koninklijke macht. Het overgebleven leen Guyenne leidde een eeuw later tot de Honderdjarige Oorlog (1337-1453) met de koning van Frankrijk en het Huis Valois.
Hendrik IV van Engeland (1399-1413) was de eerste koning sinds de invasie van Willem de Veroveraar, na meer dan 300 jaar, die als moedertaal Engels sprak.
Hendrik VIII van Engeland (1509-1547) brak met Rome en stichtte de Church of England in 1534 (Anglicaanse Kerk).
Elizabeth I van Engeland (1558-1603) steunde de Engelse piraterij van John Hawkins en Francis Drake in West-Indië, wat deels de aanleiding was voor de Spaans-Engelse Oorlog (1585-1604), en stichtte in 1600 de Britse Oost-Indische Compagnie. De eerste succesvolle kolonisatiepoging van Noord-Amerika was Jamestown in 1607, de aanvang van het Britse Rijk.
De Engelse Burgeroorlog (1639 en 1651) brak uit tijdens de heerschappij van Karel I van Engeland (1625-1649), van het katholiekgezinde Schotse huis Stuart, en bracht Oliver Cromwell aan de macht, vanaf 1649 als staatshoofd van het Engelse Gemenebest. Engelse Scheepvaartwetten van 1651 over de scheepvaart van en naar Engeland en de Engelse koloniën leidden tot de Engels-Nederlandse oorlogen.
De katholieke Jacobus II van Engeland (1685-1688) verloor de macht tijdens de Glorious Revolution aan zijn dochter Maria II van Engeland (1689-1694) en haar man Willem III van Oranje (1689–1702), stadhouder van de Republiek der Zeven Verenigde Nederlanden. Willem erkende de Bill of Rights als basis voor machtsverschuiving naar het Parlement van Engeland. Tijdens de regering van de zus van Maria, Anna Stuart (1702-1714), werden Schotland en Engeland bestuurlijk samengevoegd met de Act of Union.